# Marwán (cantante y poeta)
Marwan Abu-Tahoun Recio (Madrid, 5 de marzo de 1979), conocido por su nombre artístico Marwán [pronúnciese Ma-ruán], es un cantautor y poeta español. Está considerado como «uno de los cantautores más reconocidos del circuito de salas de España y Latinoamérica».

## Biografía
Marwán nació en Madrid, en el barrio de Aluche, hijo de padre palestino y madre española. Tiene un hermano, Samir, que también ha escrito libros de poesía. En la adolescencia comenzó a escribir poesía y a componer canciones. Estudió Ciencias de la Actividad Física y el Deporte en la universidad, tras lo que trabajó durante un tiempo de profesor de Educación Física. En 2001 publicó su primer disco, Principio y Fin.
Su fama fue creciendo lentamente en la escena independiente. En 2004, el programa de TVE Palabra por palabra incluyó como tema de inicio su canción homónima. Al año siguiente, una canción suya, Madrid, 11 de Marzo, apareció en el álbum No Os Olvidamos que homenajeaba a las víctimas del atentado del 11-M. En 2008 publicaría su primer álbum de estudio oficial, llamado Trapecista. Por aquella época simultaneó su actividad musical con una columna de opinión en el Diario de Almería. En 2011 lanzó un nuevo disco, Las Cosas Que No Pude Responder, gracias al cual ganó el premio Guille al mejor cantautor. Dos años después, en 2013, publicó su primer libro de poesía, La triste historia de tu cuerpo sobre el mío con la editorial Planeta. Su disco-libro Apuntes sobre mi paso por el invierno apareció en 2014, seguido al año siguiente por su segundo poemario, Todos mis futuros son contigo. Un nuevo libro-CD, Mis paisajes interiores, sería publicado por Sony Music en 2017 y le permitiría realizar más de 200 conciertos. Tras este disco siguió un nuevo poemario en 2018, Los amores imparables. En 2020 publicó un nuevo disco de estudio, El viejo boxeador, grabado en la ciudad inglesa de Sheffield. En la portada del disco aparece con su padre Salmán, un refugiado palestino. El disco llegó a encabezar la lista oficial de ventas en formato físico y fue número 1 en ITunes desde el mismo momento de su publicación aunque, como muchos otros cantantes, tuvo que cancelar su gira por la pandemia de Covid-19. En 2021 llegó la publicación de un poemario llamado Una mujer en la garganta.
En las giras musicales que Marwán ha realizado en los últimos años, ha visitado México, Argentina, Chile, Uruguay, Palestina, Perú, Ecuador, Estados Unidos, Colombia, Francia, Grecia, Rusia, República Dominicana y Bélgica. Marwán también ha participado en diversos proyectos en el campo del periodismo deportivo: escribe columnas de manera regular en el diario deportivo As y, en 2018, realizó para El País la serie Crónicas Poéticas sobre el Mundial de Fútbol de Rusia. Sus libros han sido traducidos y publicados en Italia y Portugal, y ha vendido más de 200 000 ejemplares. El parlamento europeo lo nombró «Músico por la paz».

## Influencias y colaboraciones
Entre sus influencias figuran cantantes de muy distintos estilos, desde cantautores como Sabina, Serrat, Pedro Guerra o Ismael Serrano a autores de otros géneros como Damien Rice, Nach o Residente. Ha cantado en colaboración con Leonel García (Sin Bandera), Jorge Drexler, Rozalén, Ismael Serrano, Nach, Iván Ferreiro, Pedro Guerra, Andrés Suárez, Conchita, Rayden, Zpu, Luis Ramiro, Funambulista y Dani Fernández, entre otros.

## Activismo

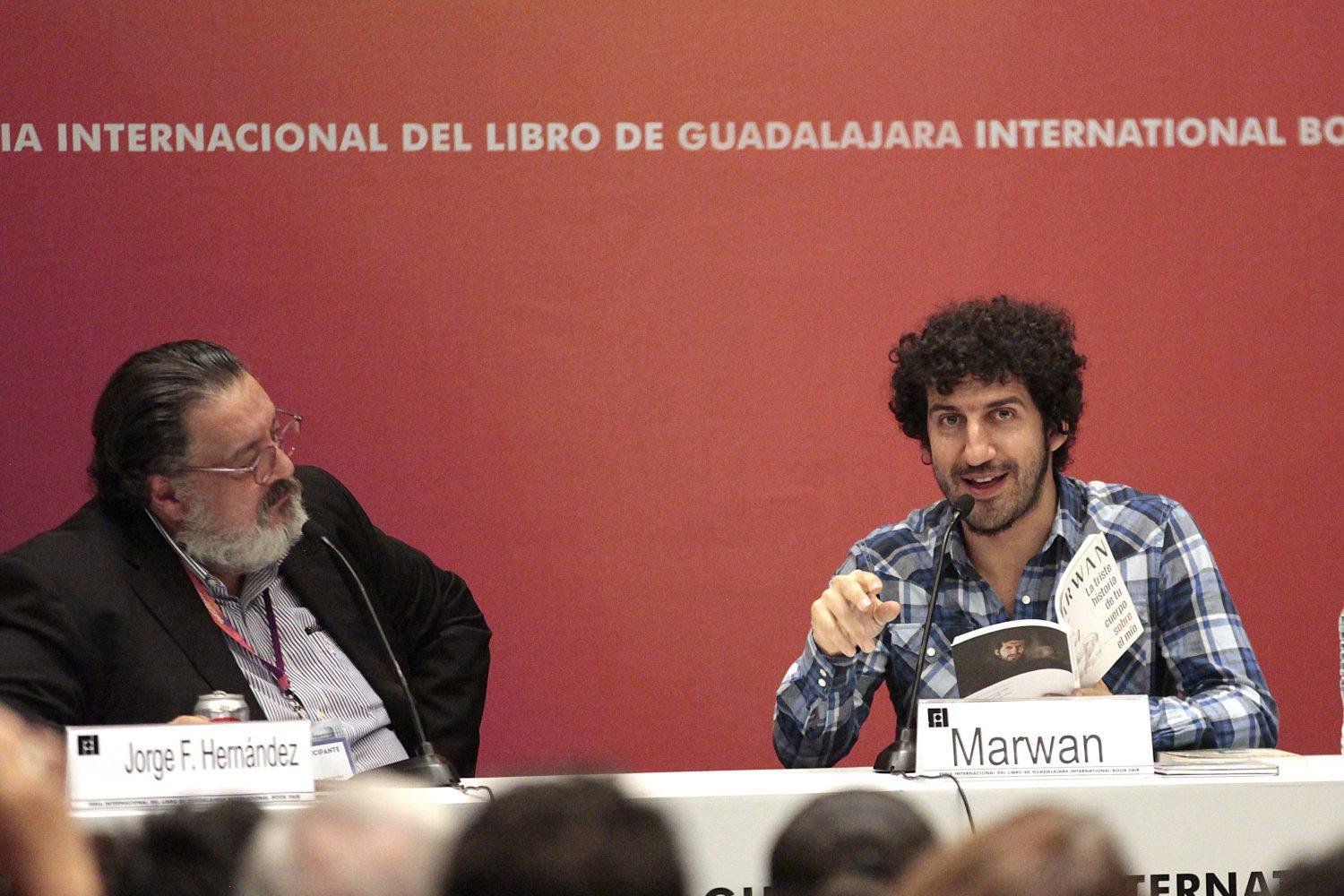
Marwan, durante un debate (2017)

Las raíces de Marwán le han hecho apoyar públicamente en numerosas ocasiones la causa palestina. El propio Marwán ha explicado que su padre nació en 1950 en el campamento de refugiados de Tulkarem, en Cisjordania (Palestina), y que a los 18 años años emigró a España. Marwán ha actuado a menudo en conciertos benéficos en favor de los refugiados palestinos o de la Franja de Gaza, y ha pedido abiertamente a sus seguidores que colaboren con UNRWA, la agencia de las Naciones Unidas para los refugiados palestinos. En enero de 2024, en el contexto de la guerra de Gaza de 2023-24, publicó la canción Nana Urgente para Palestina con la colaboración de UNRWA España.
También ha participado u organizado conciertos por otras causas solidarias, tales como salvar el local Libertad 8 (en el que actuó con Jorge Drexler, Pedro Guerra, Amaral, Ismael Serrano, Gastelo, Conchita, Funambulista y Pez Mago), llevar regalos de Reyes a hogares vulnerables, ayudar a las víctimas del terremoto de Puebla de 2017 o con motivo del Primero de Mayo.

## Discografía
- Trapecista (2008)[5]
- Las cosas que no pude responder (2011)[5]
- Apuntes sobre mi paso por el invierno (2014)[5]
- Mis paisajes interiores (2017)[5]
- El viejo boxeador (2020)[5]

## Poemarios
- La triste historia de tu cuerpo sobre el mío (2011)[5]
- Todos mis futuros son contigo (2015)[5]
- Los amores imparables (2018)[5]
- Una mujer en la garganta (2021)[8]